# 田徵葵
田徵葵（？—1912年），湖南人，清朝政治人物。官至四川營務處總辦、四川巡防軍統領。

## 生平
保路運動中，力主武力鎮壓，在成都血案中，率先向民眾下令開槍。辛亥革命中，四川獨立，田徵葵易裝逃跑，途中被夏之時部逮捕，進審判斬首示衆，抄獲的幾箱黃金悉數充公。